# دیسانکوی

دیسانکوی شهری در شهرستان سولنزو در استان بانوا در بورکینافاسوی غربی است و جمعیت آن ۲,۷۹۴ نفر است.